# EYE SCREAM
『EYE SCREAM』（アイスクリーム）は2004年4月1日に創刊されたポップカルチャー雑誌。発行は株式会社アーティストハウスパブリッシャーズ。同社は後にホールディングス会社、株式会社アーティストハウスホールディングス傘下となる。
創刊号発行人は河村光庸、編集人は稲田浩。
表紙には、ユマ・サーマンが起用されている。W表紙を狙ってか表4は同じ題字を使用し、マコーレー・カルキンとなっている。